# Traka-trak
Traka-trak (tytuł oryginalny: Трака-трак) – bułgarski film fabularny z roku 1996 w reżyserii Ilji Kostowa.

## Fabuła
Akcja filmu rozgrywa się w pociągu międzynarodowym, jadącym z Sofii do Belgradu. Spotykają się w nim przedstawiciele różnych zawodów - lekarz, pop, były zapaśnik, prostytutki i turyści. Podróżujący pochodzą z różnych krajów Europy Wschodniej - obok rosyjskich prostytutek podróżują polscy handlarze. W trakcie podróży okazuje się, że pociąg jedzie do Paryża, a dla podróżujących nim osób staje się drogą na Zachód.
W 1997 film został nagrodzony Złotą Piramidą na Międzynarodowym Festiwalu Filmowym w Kairze.

## W rolach głównych
- Iwan Grigorow
- Stefan Popow
- Jordana Bikow
- Marijana Dimitrowa
- Marija Statułowa
- Dimityr Manczew
- Dobri Dobrew
- Aleksandyr Ilindenow
- Kirił Gospodinow
- Waleri Jordanow
- Nikoła Rudarow
- Stefan Szczerew
- Nadia Todorowa